# Artur Dziuk
Artur Henryk Dziuk (* 1983 in Tarnowskie Góry) ist ein deutscher Schriftsteller polnischer Herkunft.

## Leben und Werk
Artur Dziuk wurde in Oberschlesien geboren und verbrachte dort seine ersten fünf Lebensjahre. Noch vor dem Mauerfall immigrierte er mit seinen Eltern nach West-Berlin, wo er aufwuchs und das Abitur machte. Seine polnische Herkunft und die Jugend in Deutschland beschreibt Dziuk als konfliktbesetztes Spannungsfeld, das ihn und sein Schreiben geprägt hat. Nach dem Abitur schloss Dziuk ein Studium in den Fächern Ur- und Frühgeschichtliche Archäologie sowie Historische Linguistik an der Humboldt-Universität zu Berlin ab.
Der Zeit in Berlin folgte ein Studium am Institut für Literarisches Schreiben und Literaturwissenschaft der Universität Hildesheim, das er im Jahr 2014 abschloss. Von 2010 bis 2012 war Dziuk Mitherausgeber der Literaturzeitschrift Bella triste. Im Jahr 2011 gehörte er zur künstlerischen Leitung des Festivals für junge Literatur Prosanova. Während und nach dem Studium hatte Dziuk verschiedene Lehraufträge am Literaturinstitut in Hildesheim inne, unter anderem zum Thema Relevanz in der deutschsprachigen Gegenwartsliteratur. Das Beobachten und die literarische Verarbeitung der Gegenwart sind laut Dziuk wichtige Konstanten seines Schreibens.
Im Jahr 2019 erschien Dziuks Debütroman Das Ting im dtv Verlag. Der Roman erzählt die Geschichte von vier jungen Erwachsenen, die ein Tool zur Selbstoptimierung entwickeln und ein Start-up gründen. Das Optimierungstool, das dem Roman seinen Namen gibt, sammelt körperbezogene Daten seiner Nutzer und spricht auf deren Basis Entscheidungsempfehlungen aus. Die Geschichte umspannt den Betatest, in dem sich die vier Hauptfiguren vertraglich verpflichten, jede Empfehlung des Ting umzusetzen. Dziuk beschreibt sein Buch als einen realistischen Gegenwartsroman mit dystopischen Elementen. Für sein Debüt wurde der Autor unter anderem mit dem Arbeits- und Recherchestipendium des Berliner Senats ausgezeichnet. Das Ting wurde auch von der Literaturkritik überwiegend positiv aufgenommen, so urteilt die Tageszeitung Der Tagesspiegel: „Zweifel, ob Artur Dziuk ein fantastisches Debüt geschrieben hat, gibt es dagegen nicht: er hat.“ Artur Dziuk lebt und schreibt in Hamburg.

## Publikationen

### Romane
- Das Ting. Roman. dtv Verlagsgesellschaft. München 2019, ISBN 978-3-423-23006-3.

### Weitere Beiträge (Auswahl)
- Trabanten. In: 21. open mike, Internationaler Wettbewerb junger deutschsprachiger Prosa und Lyrik. Allitera Verlag. München 2013.
- Aller Abend Tage. In: Federlesen. Anthologie der Schreibwerkstatt der Jürgen Ponto-Stiftung. Edenkoben 2014.
- Perfektion. In: Sprache im Technischen Zeitalter. Heft 217. Berlin 2016.
- Wann endet die Nacht, wann beginnt der Tag. In: ada. Ausgabe 1, 2020. Handelsblatt Media Group, Düsseldorf 2020.

### Herausgaben (Auswahl)
- Landpartie ZwanzigZehn. Die literarische Jahresanthologie des Hildesheimer Studiengangs Kreatives Schreiben und Kulturjournalismus. Edition Pächterhaus. Hildesheim 2010.

- Prosanova 2011. Festival für junge Literatur. Dokumentation. Hildesheim 2011.

- Bella triste 30. Zeitschrift für junge Literatur. Sonderausgabe. Hildesheim 2011.

## Auszeichnungen
- 2013: Finalist beim 21. open mike der Literaturwerkstatt Berlin
- 2014: Teilnehmer der Schreibwerkstatt der Jürgen-Ponto-Stiftung
- 2014: Alfred-Döblin-Stipendium der Akademie der Künste (Berlin)
- 2015: Stadtschreiber in Otterndorf
- 2015: Stipendium des Schleswig-Holsteinischen Künstlerhauses Eckernförde
- 2015: Stipendium der Stiftung Künstlerdorf Schöppingen
- 2015: Autorenwerkstatt Prosa des Literarischen Colloquiums Berlin
- 2015: Arbeits- und Recherchestipendium des Berliner Senats